# أشوك غانغاديان

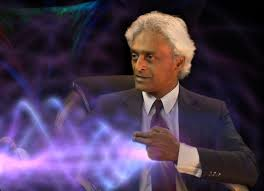
أشوك غانغاديان فيلسوف وناشط روحي

أشوك غانغاديان هو فيلسوف ترينيدادي ومؤلف وناشط روحي، ولد في 26 سبتمبر عام1941، وهو أستاذ مارغريت جست للفلسفة العالمية في كلية هافرفورد في هافرفورد، بنسلفانيا، ومؤسس ومدير معهد الحوار العالمي. وكان أول مدير لمركز مارغريت جست للدراسة عبر الثقافات للدين في هافرفورد، وهو منظم مشارك للجنة العالمية للوعي العالمي والروحانية التي تم تشكيلها مؤخرًا.

## أعماله
- السبب التأملي: نحو قواعد اللغة العالمية (1993)
- بين العوالم: ظهور العقل العالمي (1998)
- تأملات الفلسفة العالمية الأولى (2008)
- صحوة العقل العالمي: فلسفة جديدة للشفاء أنفسنا وعالمنا (2008)